# Akdong Musician
Akdong Musician (em coreano:  악동뮤지션), também conhecida como AKMU, é uma dupla musical formada pelos irmãos Lee Chanhyuk e Lee Suhyun. Eles ganharam a segunda temporada do reality show K-pop Star em 2012 e assinaram com a YG Entertainment.

## História

### 2012-13: Estreia na carreira musical
Lee Chanhyuk e Lee Suhyun viviam há dois anos com seus pais na Mongólia antes de retornarem a Coreia do Sul para perseguirem a carreira na indústria musical. Os irmãos, sob o nome de Akdong Musician, tornaram-se parte da agência Proteurment. Através da empresa, eles fizeram várias performances de palco e lançaram uma canção original chamada "Galaxy", que mais tarde foi usada como trilha sonora para o comercial do Samsung Galaxy S4.
Em agosto de 2012, a dupla participou das audições preliminares do reality show K-pop Star, que foram realizadas no Jamsil Arena em Seul. Eles passaram na audição e, na primeira rodada do programa, cantaram um cover de  "Breathe" por Miss A e uma canção original intitulada "Don't Cross Your Legs". Park Jin-young, fundador e CEO da JYP Entertainment, elogiou a química entre os irmãos e as técnicas que eles incorporaram em suas performances. A cantora e representante da SM Entertainment, BoA, elogiou a letra da música original, enquanto Yang Hyun-suk, fundador e CEO da YG Entertainment, descreveu-os como "verdadeiros artistas". A dupla continuou a receber respostas positivas dos jurados, até a segunda apresentação deles na terceira rodada. Os juízes apontaram que a falta de confiança do grupo foi o responsável pelas apresentações "mornas" nas rodadas seguintes. Mesmo assim, eventualmente, eles venceram a competição.
Algumas das músicas originais apresentadas durante a competição foram lançadas através da LOEN Entertainment e foram bem recebidas; "You are Attractive", lançada em 12 de dezembro, imediatamente alcançou a primeira posição no Gaon Chart. Depois da competição, apesar de não terem assinado com uma agência de entretenimento, eles participaram de comerciais e compuseram diversas músicas, entre elas, "I Love You", que foi usada na série de televisão All About My Romance.
Em 24 de maio de 2013, um mês após vencerem o K-pop Star 2, os irmãos assinaram um contrato exclusivo com a YG Entertainment.

### 2014-15:Play
O álbum de estreia de Akdong Musician, Play, foi lançado digitalmente em 7 de abril de 2014 e fisicamente em 9 de abril, nove meses após os irmãos ganharem o K-pop Star. O álbum contém sete canções, todas escritas e produzidas por Lee Chanhyuk. O álbum estreou na segunda posição na parada Billboard's U.S. World Albums. A primeira apresentação  oficial da dupla aconteceu em 6 de abril na terceira temporada de K-pop Star.
O videoclipe de "200%" foi lançado em 7 de abril junto com o álbum digital. Pouco tempo depois do seu lançamento, a música "200%" alcançou boas posições nas paradas, assim como as demais canções do álbum. O videoclipe de "Melted" foi lançado em 14 de abril e o último videoclipe, "Give Love", foi lançado em 2 de maio.

### 2017:Winter
No dia 24 de dezembro, foi revelado que o AKMU estaria lançando seu segundo álbum completo no dia 3 de janeiro de 2017. Esse álbum contém oito faixas e é o último de Lee Chanhyuk antes de se alistar no exército.

### 2019:Sailing
Após a dispensa militar de Chanhyuk em 28 de maio, foi anunciado que o grupo faria seu comeback no mesmo ano, sendo assim em 25 de setembro o AKMU retornou aos palco com seu novo single 'How can I love the heartbreak, you're the one I love' juntamente do álbum Sailing, contendo dez faixas. O single atingiu a posição Nº 1 nas principais paradas coreanas e o álbum foi um sucesso de venda.

## Membros
- Lee Chan-Hyuk (hangul: 이찬혁, 12 de setembro de 1996 (28 anos)): Goyang, Gyeonggi, Coreia do Sul. É um produtor, letrista, compositor, rapper e cantor.
- Lee Su-Hyun (hangul: 이수현 , 4 de maio de 1999 (25 anos)): Goyang, Gyeonggi, Coreia do Sul. É a vocalista principal do grupo.

## Discografia

### Álbuns
- 2014: Play
- 2017: Winter
- 2019: Sailing

### EPs
- 2013: "Kongtteog Bingsu (Extreme Cool Summer EditingSSon)"
- 2016: Spring

### Singles
| Ano | Título                                                                                                | Posições nas Paradas | Posições nas Paradas | Vendas         | Álbum            |
| Ano | Título                                                                                                | KOR Gaon             | K-Pop Hot 100        | Vendas         | Álbum            |
| --- | --- | -------------------- | -------------------- | -------------- | ---------------- |
| 2014 | "200%"                                                                                                | 1                    | 1                    | - : 1.292.046+ | PLAY             |
| 2014 | "Give Love"                                                                                           | 4                    | 3                    | - : 987.256+   | PLAY             |
| 2014 | "Melted" (얼음들)                                                                                     | 5                    | 8                    | - : 505.890+   | PLAY             |
| 2014 | "Time and Fallen Leaves" (시간과 낙엽)                                                                | 1                    | *                    | - : 582.240+   | Single sem álbum |
| 2016 | "Re-Bye"                                                                                              | 1                    | *                    | - : 869.644    | Spring           |
| 2016 | "How People Move" (사람들이 움직이는 게)                                                              | 3                    | *                    | - : 640.420    | Spring           |
| 2017 | "Last Goodbye" (오랜 날 오랜 밤)                                                                      | 2                    | 30                   | - : 2.500.000  | Winter           |
| 2017 | "Reality" (리얼리티)                                                                                  | 17                   | —                    | - : 414,163    | Winter           |
| 2017 | "Dinosaur"                                                                                            | 6                    | 30                   | - : 787,642    | Summer Episode   |
| 2017 | "My Darling"                                                                                          | 22                   | 49                   | - : 787,642    | Summer Episode   |
| 2019 | "How Can I Love the Heartbreak, You're the One I Love" (어떻게 이별까지 사랑하겠어, 널 사랑하는 거지) | 1                    | 1                    | —              | Sailing          |
| "*" Denota que a para não existia no momento. "—" Denota que a música atingiu nenhuma posição na parada. | |                      |                      |                |                  |

### Singles Promocionais
| Ano  | Título                                      | Posições nas Paradas | Posições nas Paradas | Vendas            | Álbum                           |
| Ano  | Título                                      | KOR Gaon             | KOR Billboard        | Vendas            | Álbum                           |
| ---- | ------------------------------------------- | -------------------- | -------------------- | ----------------- | ------------------------------- |
| 2013 | "I Love You"                                | 3                    | 3                    | - KOR: 1.131.136+ | All About My Romance OST Part 3 |
| 2013 | "Kongtteog Bingsu (KTBS)" (콩떡빙수 (KTBS)) | 4                    | 2                    | - KOR: 758.794+   | —                               |

### Outras Músicas
- ALL IP Song
- Galaxy ver.2 - "Nawa S4 Iyagi OST"
- Dubaesong (두배송)
- Sasohan Geos-Eseo (사소한 것에서)

### Faixas no K-pop Star
| Ano  | Título                                                | Posições nas Paradas | Posições nas Paradas | Vendas              | Álbum                                      |
| Ano  | Título                                                | KOR Gaon             | KOR Billboard        | Vendas              | Álbum                                      |
| ---- | ----------------------------------------------------- | -------------------- | -------------------- | ------------------- | ------------------------------------------ |
| 2012 | "Don't Cross Your Legs" (다리꼬지마)                  | 2                    | 2                    | - KOR: 1.241.714+   | K-pop Star Season 2: Don't Cross Your Legs |
| 2012 | "You are Attractive" (매력있어)                       | 1                    | 2                    | - KOR: 1.036.964+   | K-pop Star Season 2: You are Attractive    |
| 2013 | "Is It Ramen?" (라면인건가)                           | 3                    | 2                    | - KOR: 814.844+     | K-pop Star Season 2: Top 10 Part 1         |
| 2013 | "Crescendo" (크레셴도)                                | 1                    | 2                    | - KOR: 1.278.263+   | K-pop Star Season 2: Top 6                 |
| 2013 | "Love in the Milky Way Cafe" (사랑은 은하수 다방에서) | 11                   | 14                   | - KOR: --           | K-pop Star Season 2: Top 4                 |
| 2013 | "Foreigner's Confession" (외국인의 고백)              | 4                    | 6                    | - KOR: 914.179+     | K-pop Star Season 2: Top 3 Part 2 - single |
| 2013 | "Officially Missing You"                              | 11                   | 11                   | - KOR: 580.075+(DL) | K-pop Star Season 2: Top 2 Special         |

## Prêmios e indicações

### Programas de música

#### M! Countdown
| Ano  | Data          | Canção         |
| ---- | ------------- | -------------- |
| 2014 | 17 de Abril   | "200%"         |
| 2014 | 24 de Abril   | "200%"         |
| 2014 | 1 de Maio     | "200%"         |
| 2017 | 19 de Janeiro | "Last Goodbye" |

#### Inkigayo
| Ano  | Data        | Canção |
| ---- | ----------- | ------ |
| 2014 | 20 de Abril | "200%" |
| 2014 | 27 de Abril | "200%" |
| 2014 | 4 de Maio   | "200%" |

## Turnês

### Turnês próprias
- 2014: AKMUCAMP! 1st Live Tour in Seoul!
- 2016: AKMU Studio in Taipei

### Turnês conjuntas
- 2014: YG Family Concert - Power